# Metropolitana di Medellín
La metropolitana di Medellín (conosciuta localmente con il nome di Tren metropolitano del Valle de Aburrá o più semplicemente Metro de Medellín) è un treno urbano che attraversa l'Area metropolitana di Medellín, in Colombia. Essendo una delle prime esperienze di trasporto di massa moderna in Colombia, la metropolitana di Medellín è un prodotto della pianificazione urbana dell'Antioquia.
La rete è composta da due linee, identificate con lettere e colori diversi, per una lunghezza totale di 32 km. La prima, la linea A (di colore blu) fu inaugurata nel 1995, la seconda, la linea B (di colore arancione) nel 1996. È dotata di un totale di 27 stazioni.

## Rete
Attualmente la rete è composta da due linee metropolitane:
| Linea | Percorso                 | Inaugurazione | Ultima estensione | Lunghezza in km | Numero di stazioni | Tempo di percorrenza |
| ----- | ------------------------ | ------------- | ----------------- | --------------- | ------------------ | -------------------- |
|       | Niquia ↔ La Estrella     | 1995          | 2012              | 25,8            | 21                 | 36 min               |
|       | San Antonio ↔ San Javíer | 1996          | -                 | 5,5             | 6                  | 11 min               |

## Linee

### Linea A
La linea A, caratterizzata dal colore blu, è stata la prima linea ad essere costruita nella città; taglia la città da nord a sud e i suoi attuali capolinea sono Niquia e La Estrella.

### Linea B
La linea B, caratterizzata dal colore arancione, è la seconda linea di metropolitana ad essere stata costruita, dal centro della città porta ai quartieri situati ad ovest della città. I suoi attuali capolinea sono San Antonio e San Javíer.

## Galleria d'immagini

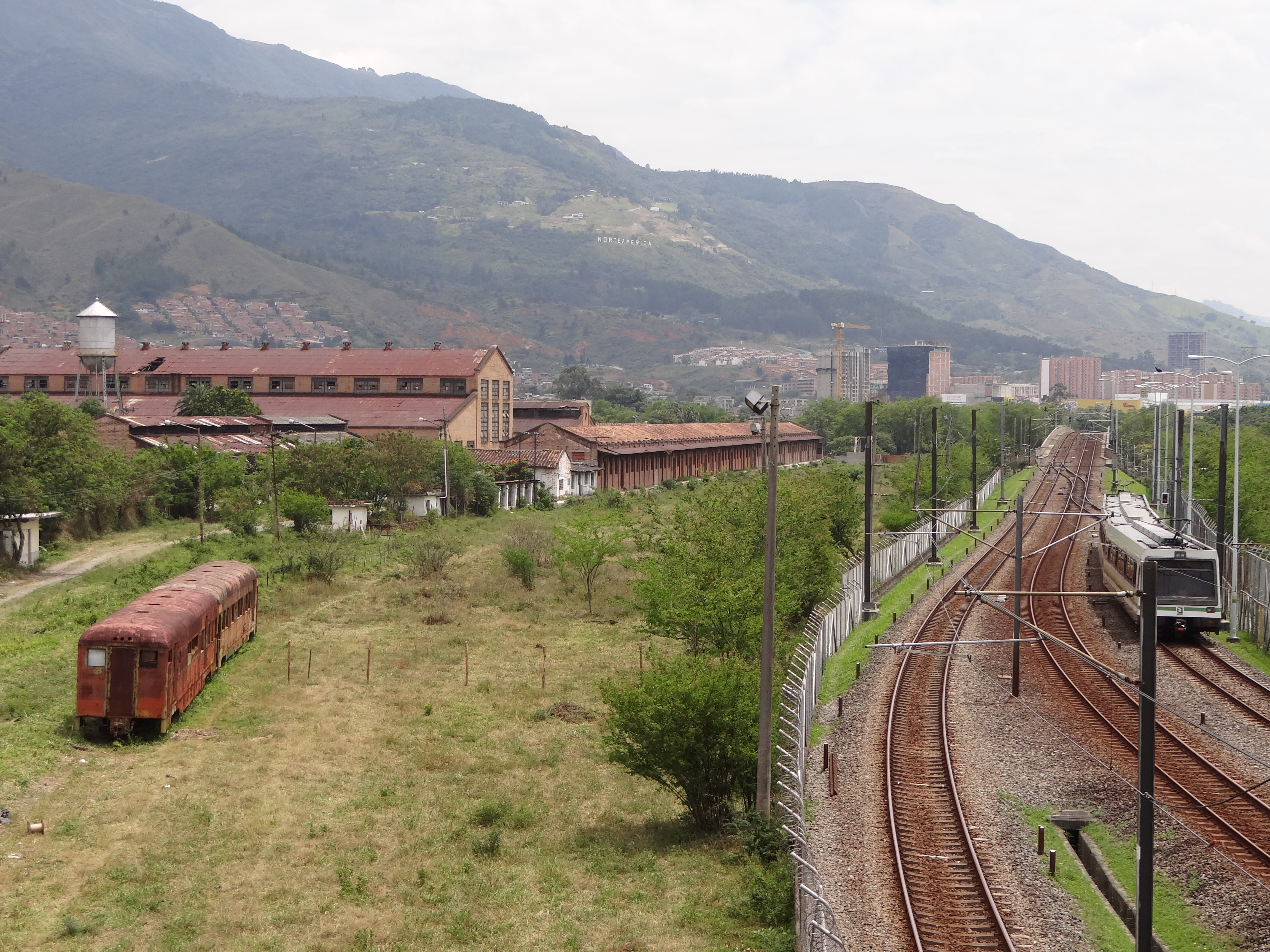
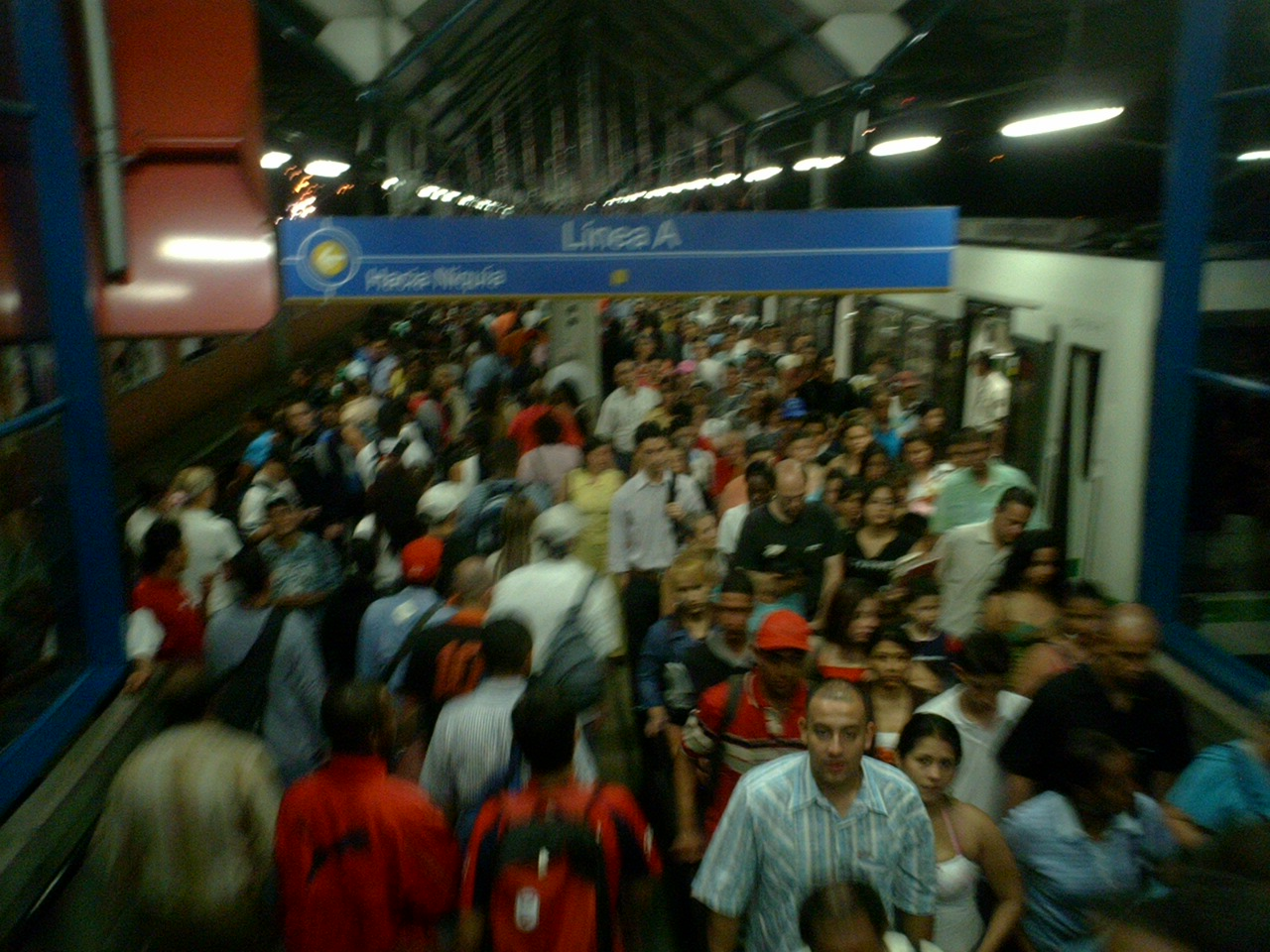
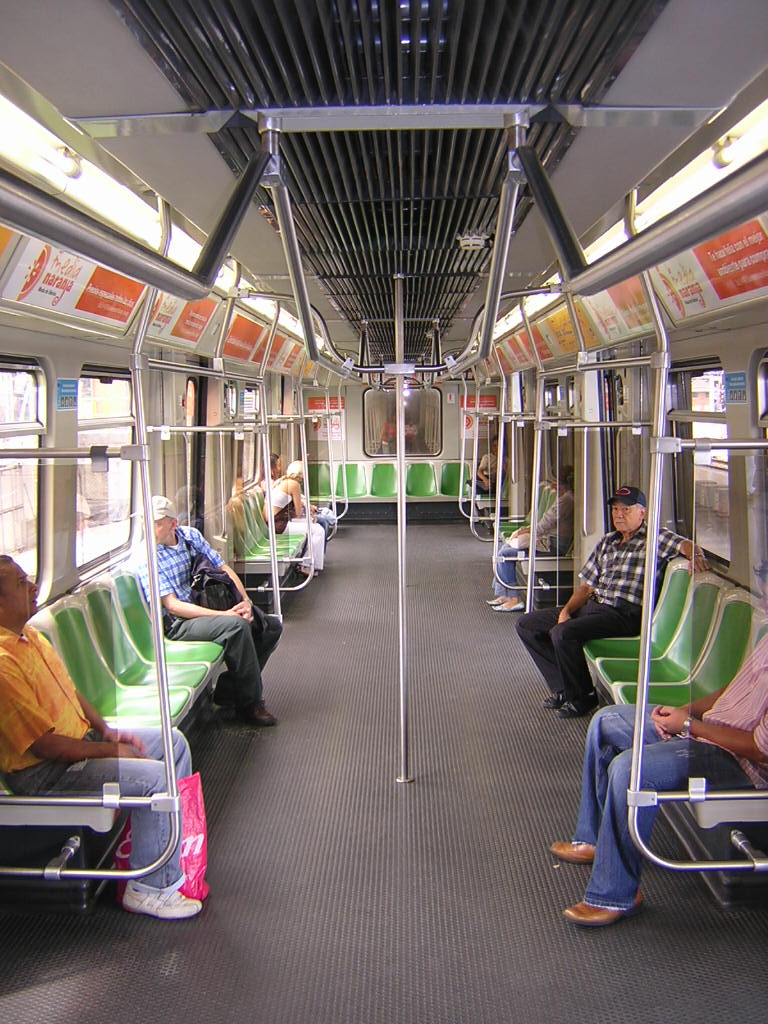
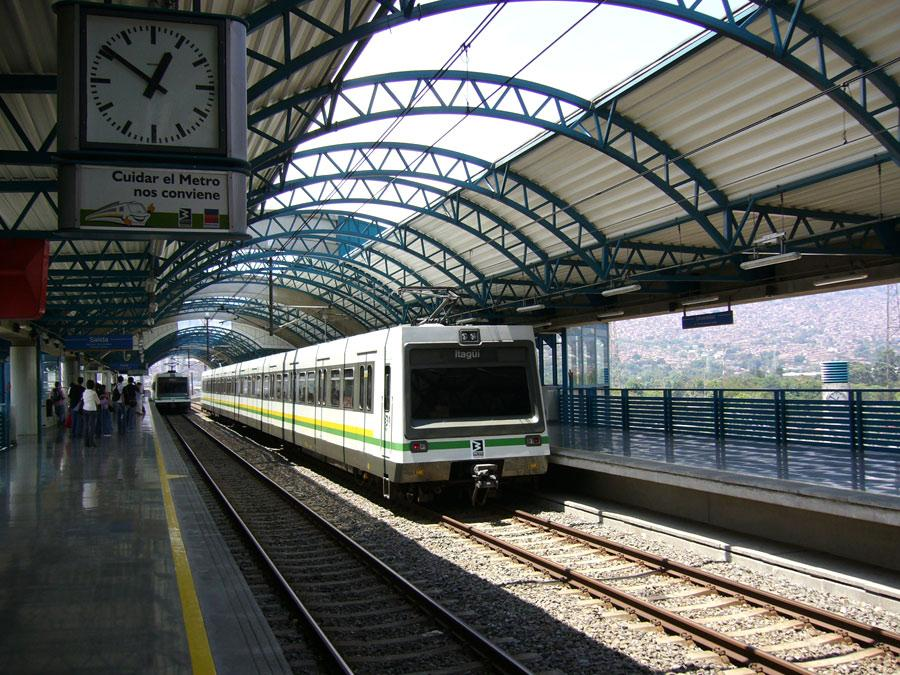
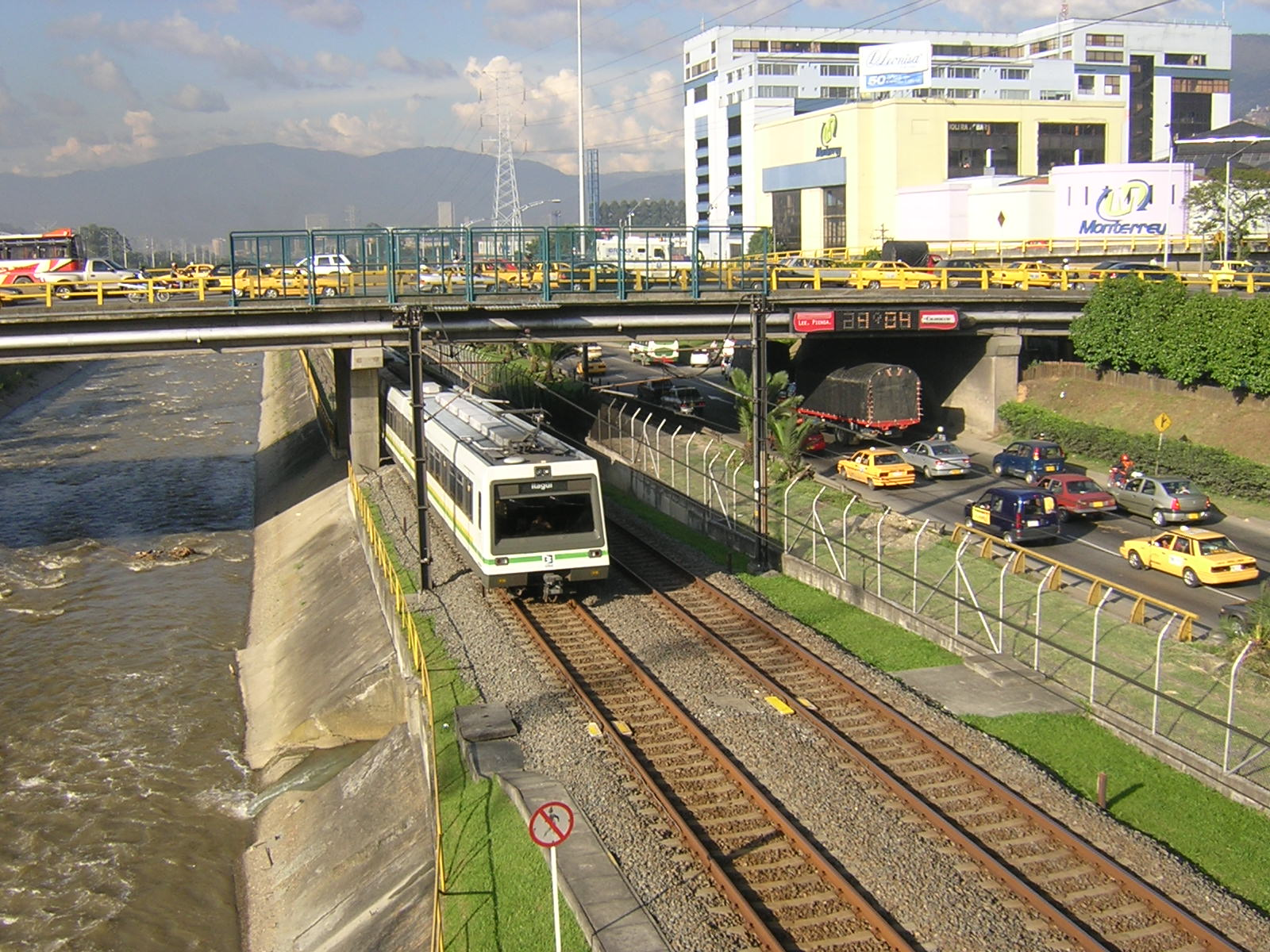
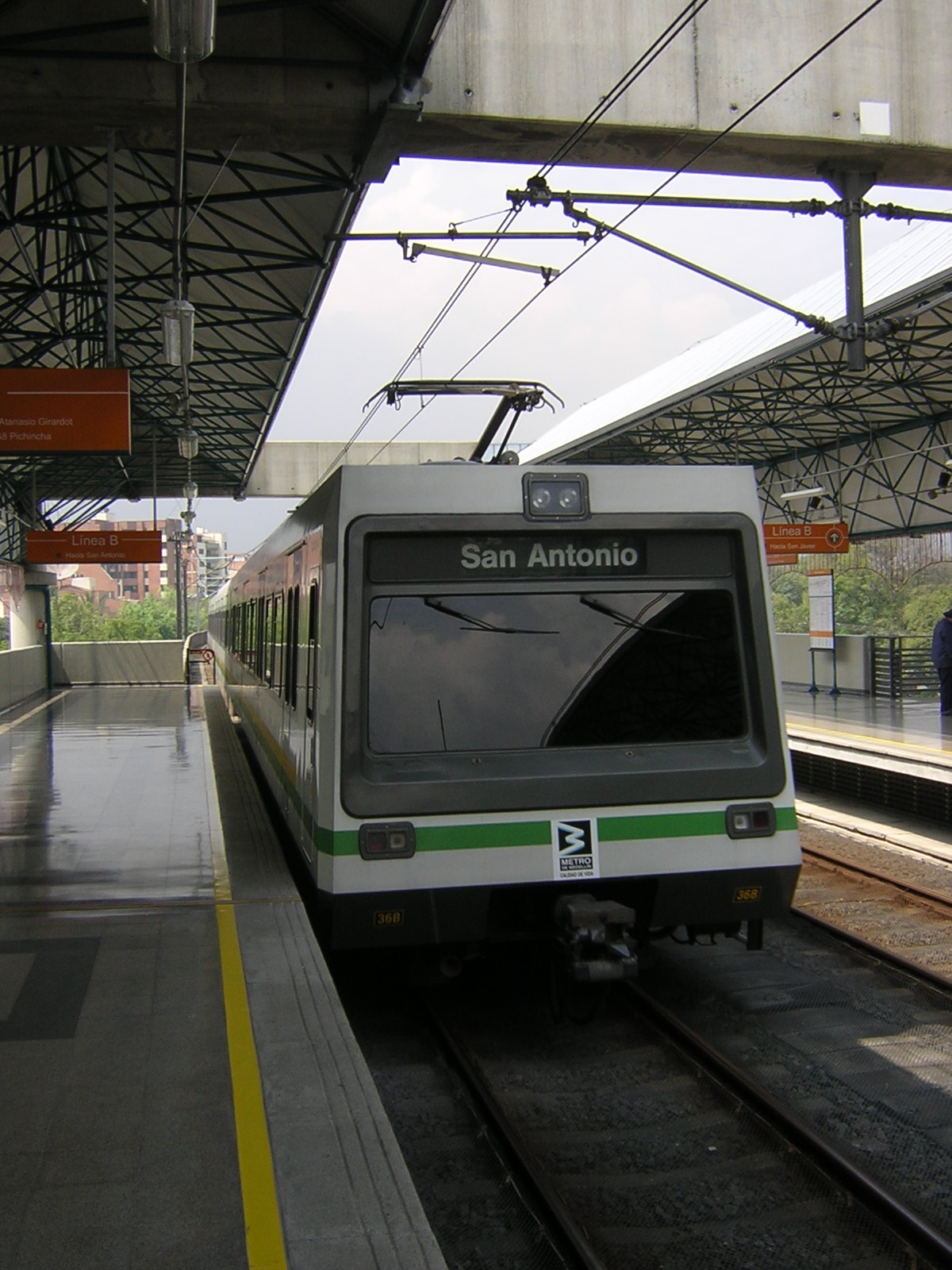
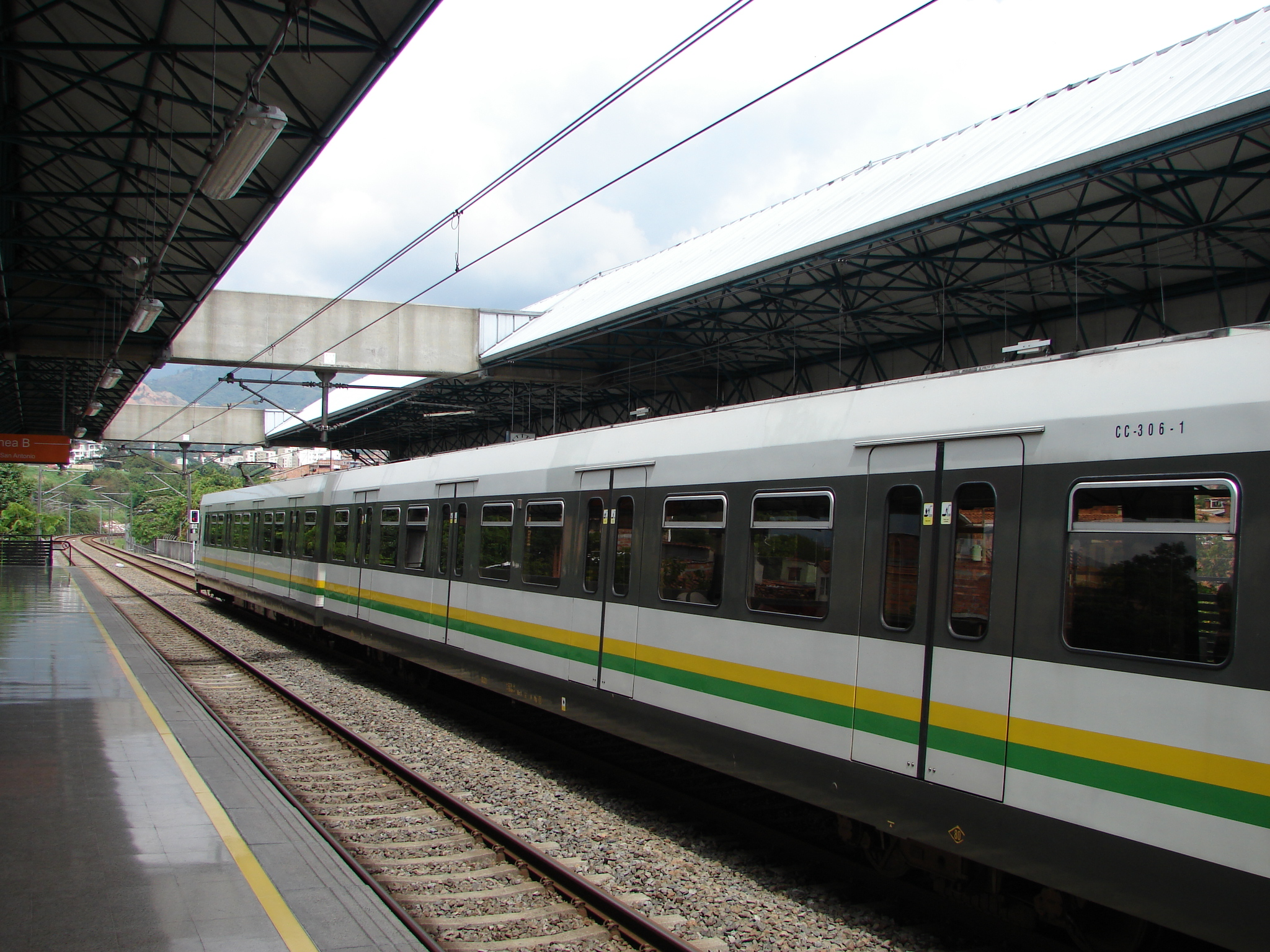
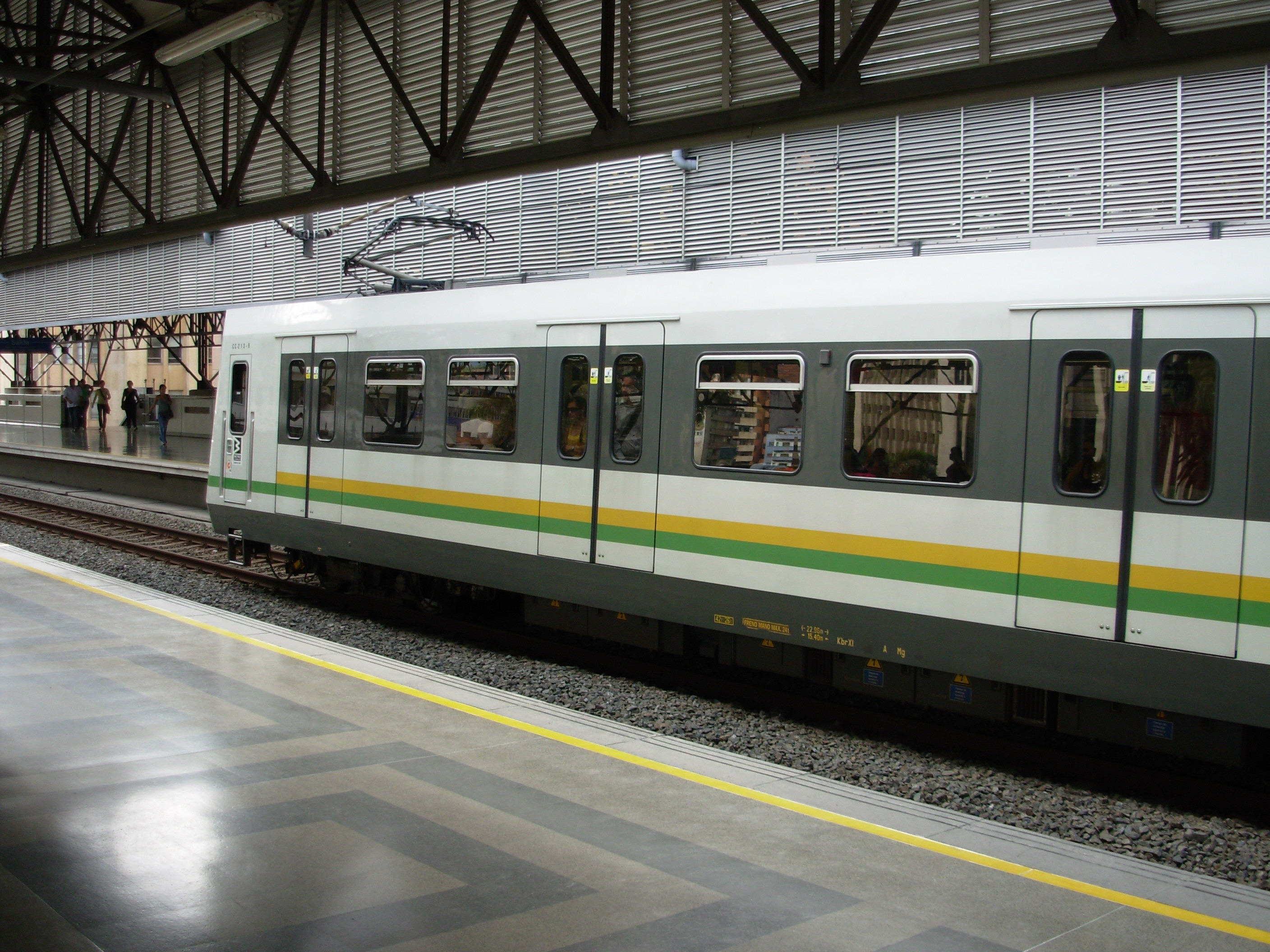
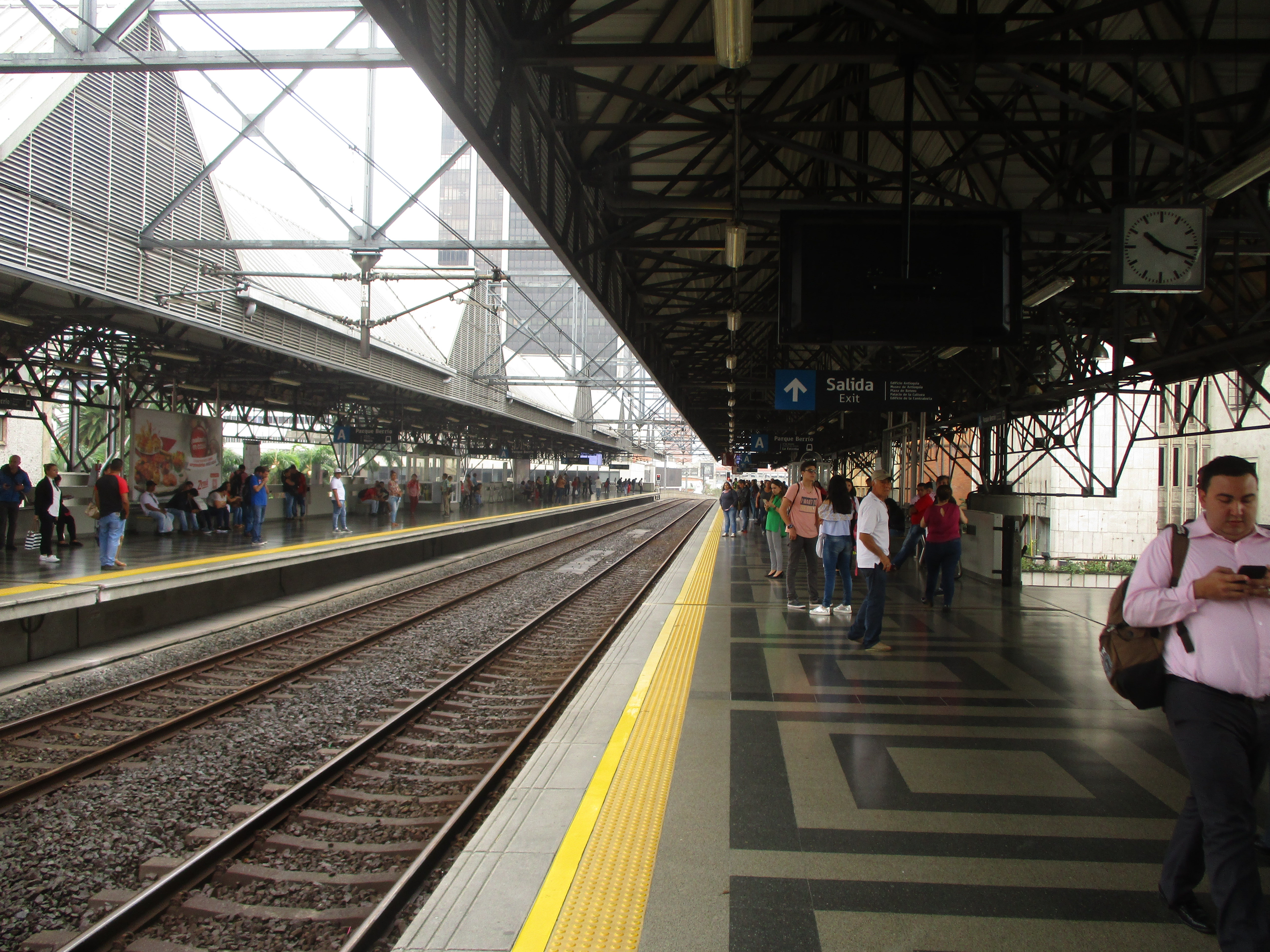
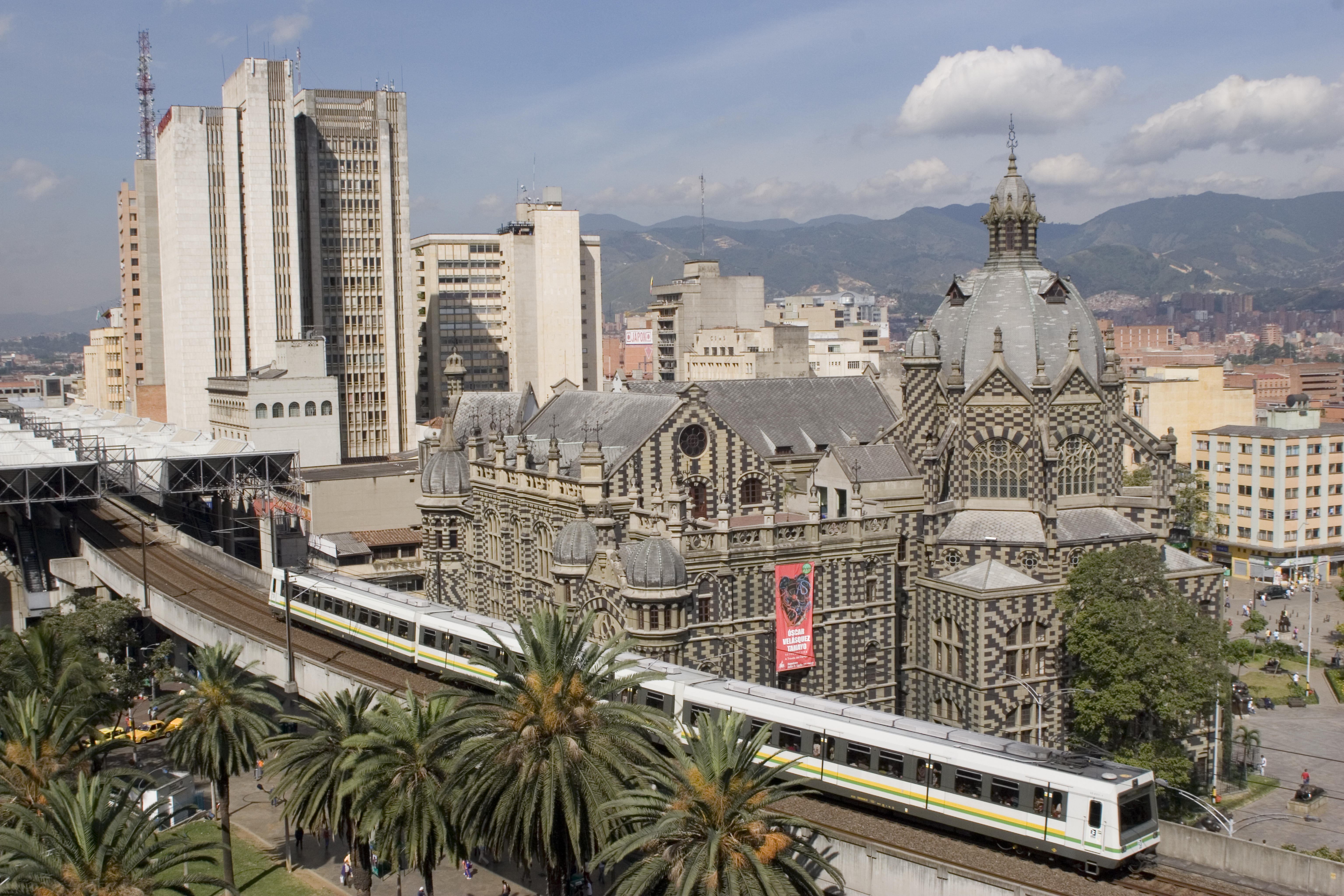

## Treni utilizzati
La Metropolitana di Medellin possiede una flotta di 80 treni totali, divisi in 2 lotti.
I treni più vecchi sono quelli del 1º lotto (prodotti dalla MAN), che sono in totale 42.
Mentre i treni più moderni sono quelli del 2º lotto (prodotti dalla CAF), che sono in totale 38.
| Lotto | Diagramma | Foto | Costruttore | Data di consegna | Motore             | Scartamento | N° Casse | Carrozze comunicanti | Altezza casse | Altezza complessiva | Larghezza | Lunghezza carrozza | Lunghezza complessiva | Capienza passeggeri          | Velocità massima |
| ----- | --------- | ---- | ----------- | ---------------- | ------------------ | ----------- | -------- | -------------------- | ------------- | ------------------- | --------- | ------------------ | --------------------- | ---------------------------- | ---------------- |
| 1°    |           |      | MAN         | 1995             | Corrente continua  | 1435 mm     | 3        | No                   | 220 cm        | 380 cm              | 320 cm    | 22,86 m            | 68,58 m               | 148 (seduti) 1220 (in piedi) | 80 km/h          |
| 2°    |           |      | CAF         | 2009             | Corrente alternata | 1435 mm     | 3        | Sì                   | 220 cm        | 380 cm              | 320 cm    | 23,09 m            | 69,29 m               | 120 (seduti) 1021 (in piedi) | 80 km/h          |